# À ce soir
À ce soir è un film francese del 2004 diretto da Laure Duthilleul.

## Trama
Il film racconta i quattro giorni successivi alla morte di un medico di provincia attraverso gli occhi di sua moglie, un'infermiera.

## Distribuzione
Il film è stato presentato al Festival di Cannes 2004 nella sezione ufficiale Un Certain Regard.